# Straße der Arbeit

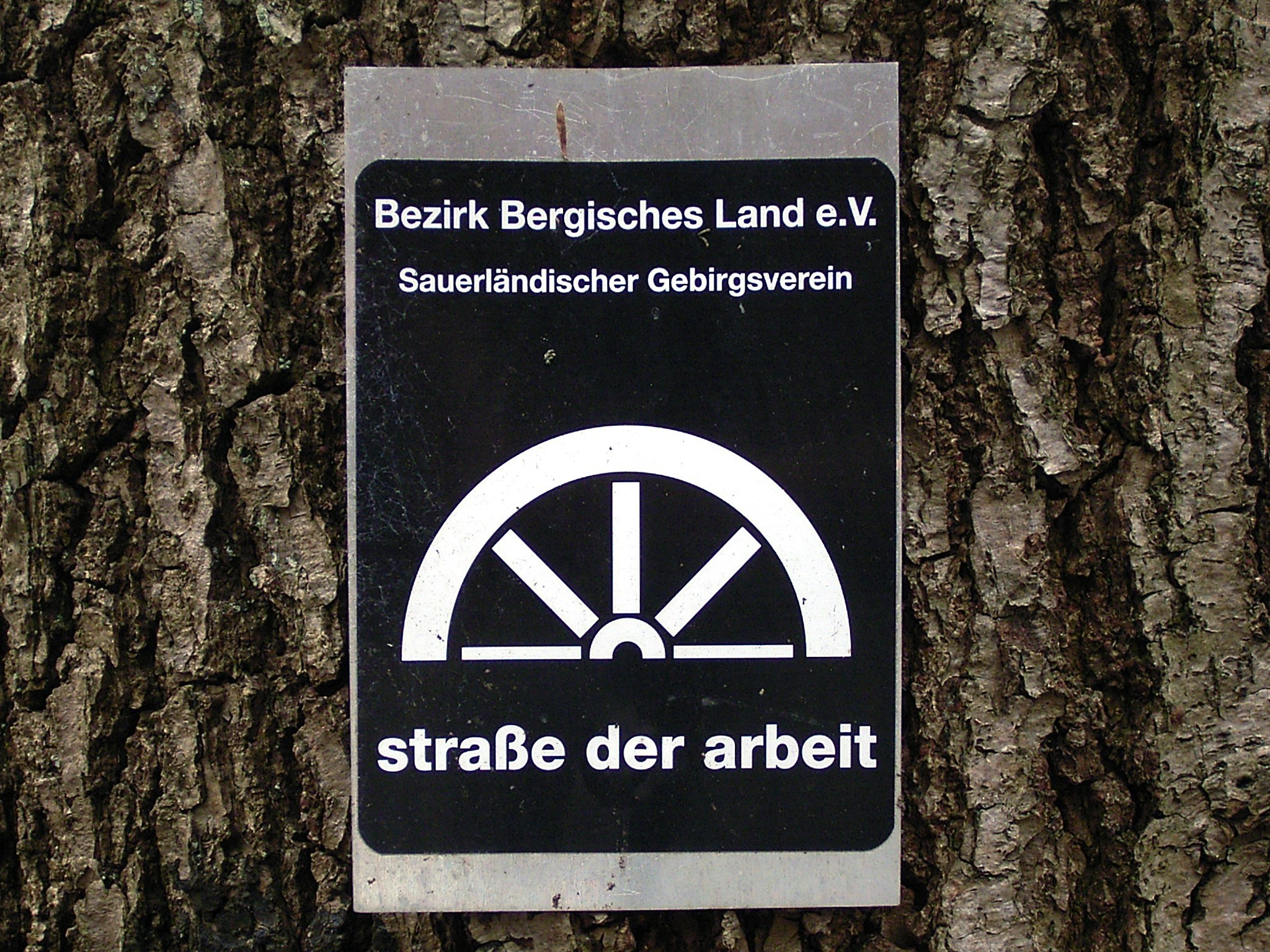
Wegzeichen zu Beginn der Route Textil in Wuppertal-Langerfeld

Die bergische Museumsstraße Straße der Arbeit ist eine 280 Kilometer lange Museumsroute mit dem Schwerpunkt regionale Industriegeschichte. Sie beginnt in Wuppertal und führt durch den gesamten Oberbergischen Kreis.
Die Museumsroute folgt in Teilen der Bergischen Eisenstraße, einer historischen Transportstrecke aus der Frühzeit der Industrialisierung, und verbindet Museen, historische Stätten und Sehenswürdigkeiten des Oberbergischen.
Die Straße der Arbeit ist in mehrere farblich gekennzeichnete Einzelstrecken aufgeteilt, die jeweils schwerpunktmäßig Teilaspekte der Wirtschaftsgeschichte aufzeigen.
Der Sauerländische Gebirgsverein (Bezirk Bergisches Land) hat die Straße der Arbeit 2005 als Wanderweg mit dem Wegzeichen halbes Mühlrad ausgewiesen.

## Abschnitte
Folgende in Bänder aufgeteilte Abschnitte der Straße der Arbeit sind eingerichtet worden:
- Weißes Band: Textil (Mit Leinen Garn wie beschneyt)
- Gelbes Band: Fuhrleute (Hoch auf dem gelben Wagen)
- Graues Band: Frühindustrie (Im Ruhrgebiet der grauen Vorzeit)
- Grünes Band: Alte Wege (Schmugglerwege und Kohlenpfade im Grünen)
- Silbernes Band: Erzbergbau (Reden ist Silber, Erzbau ist Gold)
- Blaues Band: Wasserkraft (Mit dem Wasser auf Achse I)
- Schwarzes Band: Schwerverkehr (Mit dem Wasser auf Achse II)
- Rotes Band:  Schmiedewesen (Feuerrote Glut – Das Bergische Schmiedeland)

## Sehenswürdigkeiten
- Baumener Mühle / Hütte
- Bibersteiner Hütte
- Bibersteiner Mühle
- Bieshausener Mühle
- Bröler Hütte
- Brüchermühle
- Bruchhausener Mühle
- Denklinger Mühle
- Elisenthaler Pulvermühle
- Euelerhammer
- Eugenienthaler Hütte
- Felder Mühle
- Gaderother Mühle
- Göpel-Mühle in Altwiehl
- Holper Mühle
- Holsteinsmühle
- Homburger Papiermühle
- Löffelsterzer Hammer
- Maueler Mühle
- Mühlenau bei Remperg
- Niederhofer Mühle
- Obere Bachmühle
- Oelmühle Pocher Mühle
- Seifer Mühle
- Spurkenbacher Mühle
- Sterzenbacher Hütte
- Übersetziger Mühle
- Untere Bachmühle
- Vierbuchermühle
- Wülfing-Museum